# قفة

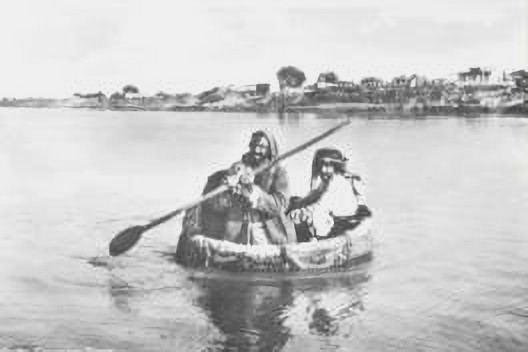
القفة.

القُفّة (الجمع: قُفَّات، قُفَف) وهي واسطة نقل نهرية دائرية الشكل والمقطع، تصنع من القش أو ألياف الأشجار تطلى بالزفت والقار لمنع تسرب الماء إلى داخل القفة. في العراق تصنع القفف من الخوص سعف النخيل ثم تزفت بالقير.
القفة هي نفس التسمية سومرية أكدية حيث كانت وسيلة النقل المستخدمة منذ ذلك العصر.

## الأصل اللغوي
القفة هي سَّلَّةُ مِنْ وَرَقِ النَّخْلِ أَوْ نَحْوِهِ لحمل الخضر والفواكه والبضائع. القُفَّة: الزَّبيل، والقُفَّة: قَرعة يابسة، وفي المحكم: كهيْئةِ القَرْعَة تُتَّخذ من خوص ونحوه تجعل فيها المرأَةُ قُطنها. القُفة: شبه زَبيل صغير من خوص يُجْتَنى فيه الرُّطب وتضَع فيه النساء غزلهن ويشبّه به الشيخ والعجوز. والقُفَّة: الرجل القصير القليل اللحم. وقيل: القفة الشيخ الكبير القصير القليل اللحم. ويقال شيخ كالقفة وعجوز كالقفة.

## وصلات خارجية
- موقع أيام زمان.